# La Forêt d'Iscambe
La Forêt d'Iscambe est un roman de Christian Charrière, publié en 1980.

## Résumé
Après les catastrophes qui ont marqué la fin de l'Âge sombre, une forêt immense recouvre la plus grande partie de la France, jungle parcourue de créatures étranges : termites énormes, clapattes plaintifs (créatures mi-humaines mi-végétales), nains et marmousets détenteurs de pouvoirs mystérieux, qu'on dirait issus de quelque Celtide légendaire. 
Forêt impénétrable? Pas tout à fait. Si la civilisation dite industrielle n'a laissé entre les griffes de cette sylve que des ruines livrées à la rouille, quelques audacieux, menacés par les forces renaissantes de la Raison délétère qui dépêchent à leurs trousses une bande de tueurs sans âme, osent s'aventurer dans ce  monde de la nuit, en quête d'une nouvelle lumière. Ainsi rêvent-ils d'atteindre la grande cité ensevelie dont le souvenir hante encore la mémoire des hommes : Paris aux mille tours écroulées dans l'océan feuillu, nouvelle Angkor gardienne de secrets très anciens.

## L'univers

### Géographie
La vallée d'Émeraude se situe en France, au nord de la Loire, non loin de l'autoroute A6. Elle est fermée au nord par la forêt d'Iscambe, très dense, sauvage et réputée infranchissable. Le sud de la vallée est une zone désertique où brigands et factions politiques diverses s'affrontent.
Marseille est tenu par un pouvoir totalitaire appelé « le Bureau ». La « blagoulette », sa police politique, pourchasse les « laineux ».

### Faune
- Les termites géants
- Les fourmis noires
- Les fauves et insectes: lions, tigres, libellules géantes, ...

### Flore
- Les clapattes: créatures mi-humaines mi-plantes
- La grande fleur carnivore

### Les personnages
TanguyRoi de la vallée d'Émeraude. Il a fui le bureau de Marseille pour arriver dans la vallée d'Émeraude et fonder une communauté.
It'vanFils adoptif de Tanguy, guetteur.
AnneFille de Tanguy, amoureuse d'It'van.
Le FondeurLaineux ayant quitté Marseille pour rejoindre Paris, par l'A6.
EvaristeDisciple du Fondeur.
Khô-KhôMarmouset, médecin de la colonie de termites.